# Rothmannia annae
Gardenia annae
Espèce
Classification phylogénétique
Statut de conservation UICN

 CR  : 
En danger critique
Rothmannia annae (anciennement dénommée Gardenia annae par Wright) est une espèce de plantes à fleurs de la famille des Rubiaceae. Elle est endémique des Seychelles. On la trouve à l'état naturel uniquement sur l'île Aride, où son habitat est protégé par la réserve spéciale de l'île Aride qui est gérée par l'organisation non gouvernementale seychelloise Island Conservation Society. Elle est utilisée comme plante ornementale.

## Description
Rothmannia annae est un petit arbuste dioïque de 6 à 7 m de hauteur dont le tronc à écorce lisse peut atteindre 15 cm de diamètre. L'axe principal est orthotrope à croissance monopodiale.
Les rameaux latéraux sont plagiotropes à croissance plus ou moins en zigzag (sympodiale).
Les jeunes feuilles portent des poils raides hyalins sur les nervures et sur la marge.
Les deux feuilles opposées sont inégales alternativement d'un nœud à l'autre. Les feuilles médianes sont plus grandes que les feuilles opposées. Elles noircissent en séchant.

Feuilles
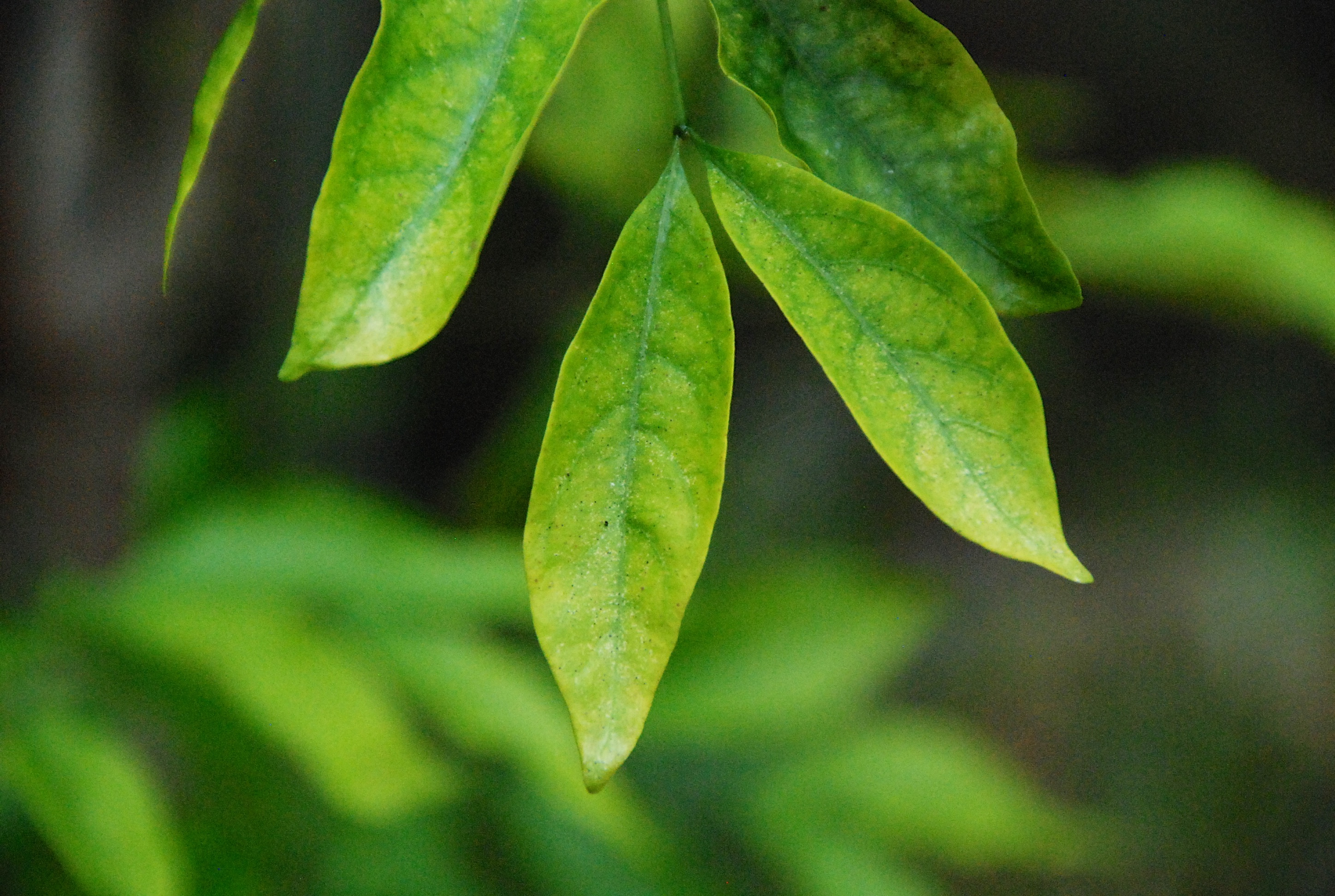
Feuille vue de dessus.
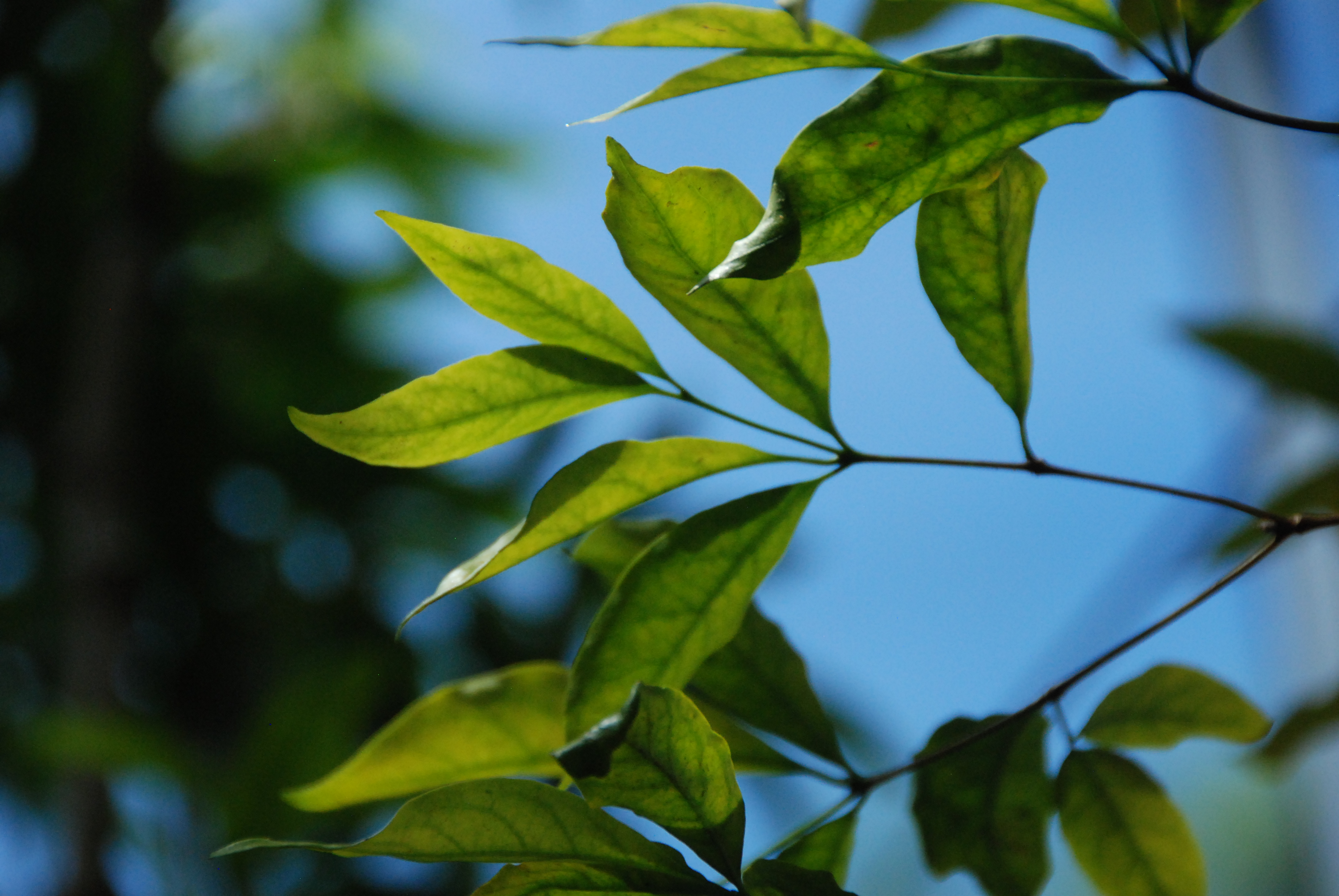
Feuille vue de dessous.
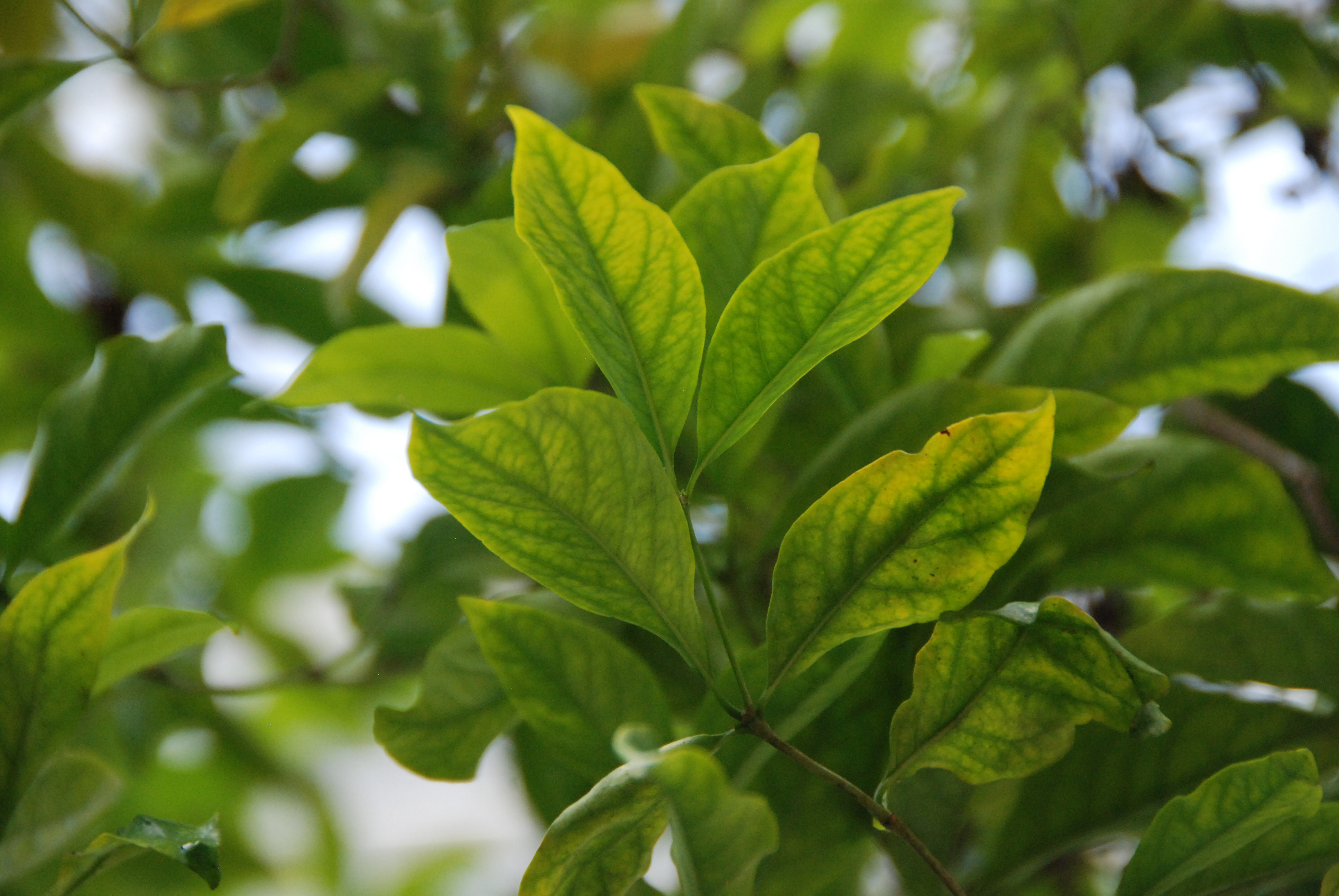
Ramification.

Les fleurs sont solitaires portées à l'extrémité d'un brachyblaste. Elles fleurissent une fois pendant la période des pluies d'octobre à mai.
La fleur mâle a un pédicelle court de 3 à 4 cm, portant souvent 1 ou 2 bractéoles très réduites ou seulement une touffe de poils. En forme de calice à tube long de 5 à 6 cm, elle est tapissée à l'intérieur par une feutrage de poils. Sa corolle est verdâtre à l'extérieur et blanche avec des taches pourpres à l'intérieur, et porte 5 lobes ovales longs de plus ou moins 2 cm. Les anthères stériles sont longues de plus ou moins 17 mm, sessiles, insérées entre 2 lobes.
La fleur femelle est un peu plus petite, avec un calice plus court, à corolle plus abondamment tachetée. Les anthères stériles sont aussi plus courtes, plus ou moins 12 mm. Les lobes sont jointifs de 13 à 14 mm.
Les fruits sont durs et forment des baies ovoïdes, vert olive tachetés de blanc crémeux et d'une taille de 6 cm de long. Ils contiennent de nombreuses graines qui germent rapidement.

## Distribution et habitat
Historiquement, elle a été trouvée à Mahé, Silhouette, Praslin et citée par Friedmann (1994) à Félicité, aujourd'hui elle n'est présente que sur l'île Aride.

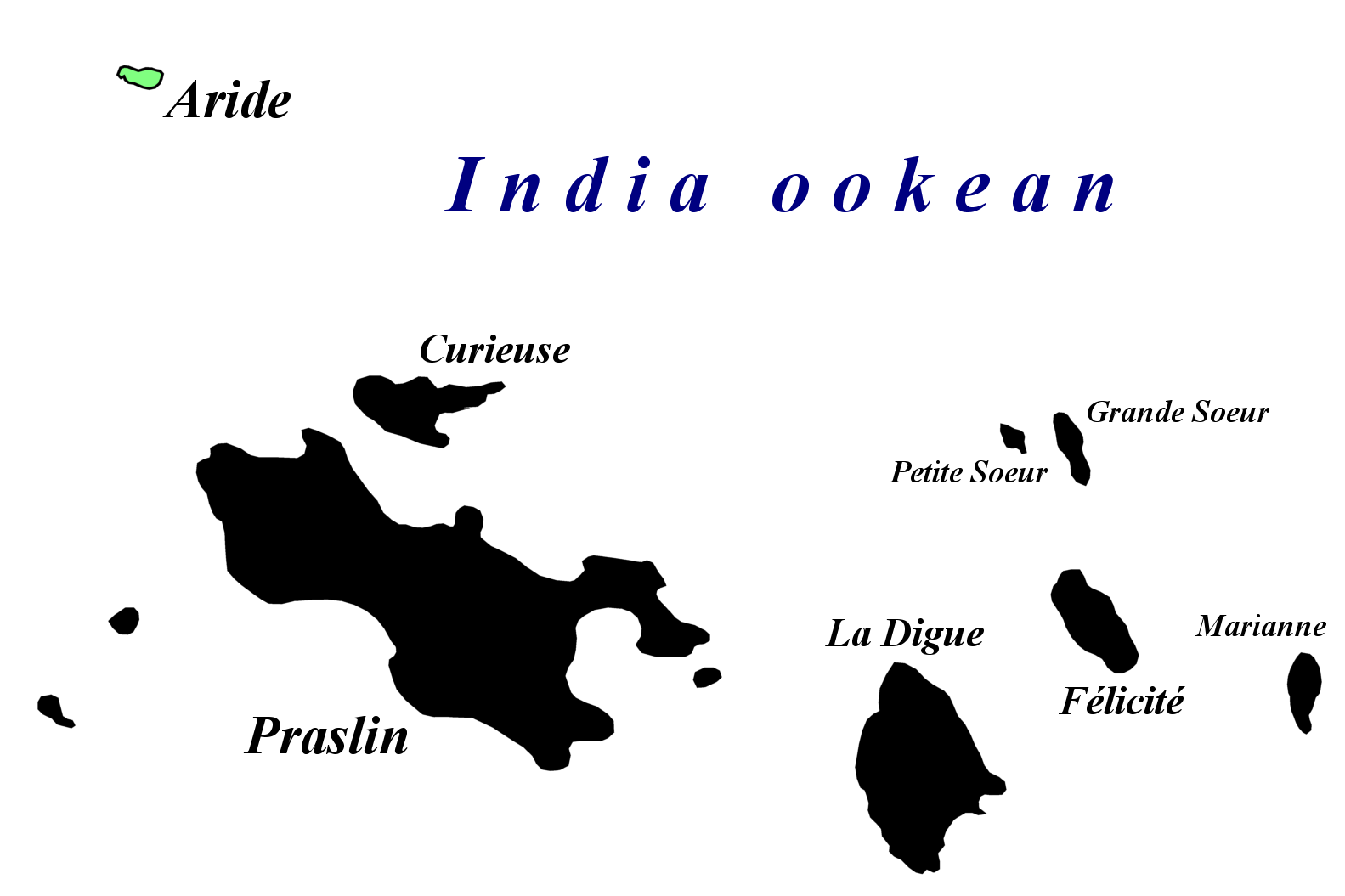
Les Îles Aride, Praslin et Félicité dans l'Océan Indien.

La population de Rohmannia annae de la réserve de l'île Aride est généralement associée aux clairières et relativement rare en plaines et forêts côtières sur toutes les îles.

## Menaces et protection
Son déclin sur la majorité des îles peut être attribué à la destruction des forêts dans les basses terres. La suppression de l'espèce a été totale sur les îles de  Mahé et de  Praslin entre le XIXe et le XXe siècle ; pour les îles de Félicité et Silhouette dans les années 1905 (Gerlach 1997).
C'est en 1997 (Gerlach) que l'espèce a été considérée comme vulnérable avec moins de 1 000 arbustes.
La population de Rohmannia annae sur l'île Aride a été contrôlée depuis 1985. Une forte diminution a été constatée dans les années 1985-1987 du fait de la présence de cochenilles. Aujourd'hui, ce phénomène s'est stabilisé avec 1 200 espèces. Elle a été replantée sur d'autres îles comme à Mahé où elle devait être initialement cultivée comme plante ornementale. Mais la majorité des graines est morte. Il n'y a que dans le jardin botanique de Mahé que les arbustes ont réussi à pousser et à fleurir. En 2006, elle a complètement disparu sur les îles de Mahé, Silhouette, Praslin et Félicité et reste confinée sur l'île Aride (0,7 km2)
En 2011, l'espèce est considérée comme en danger critique d’extinction sur la liste rouge de l'UICN. Elle est cultivée dans moins de vingt jardins dans le monde dont la serre tropicale correspondant au climat zones tropicales sèches du Conservatoire botanique national de Brest.

## Galerie photos

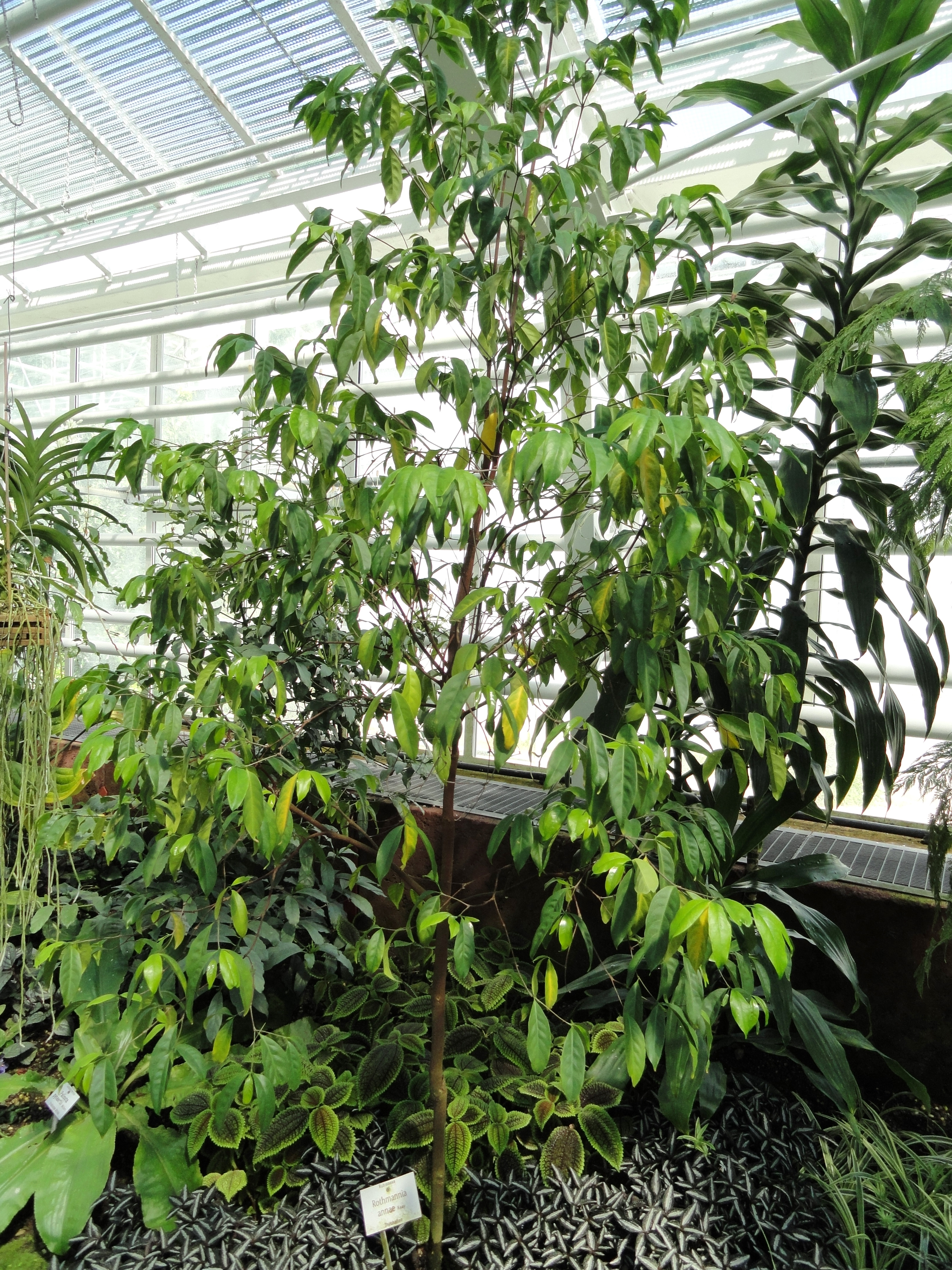
Plant de Rothmannia.
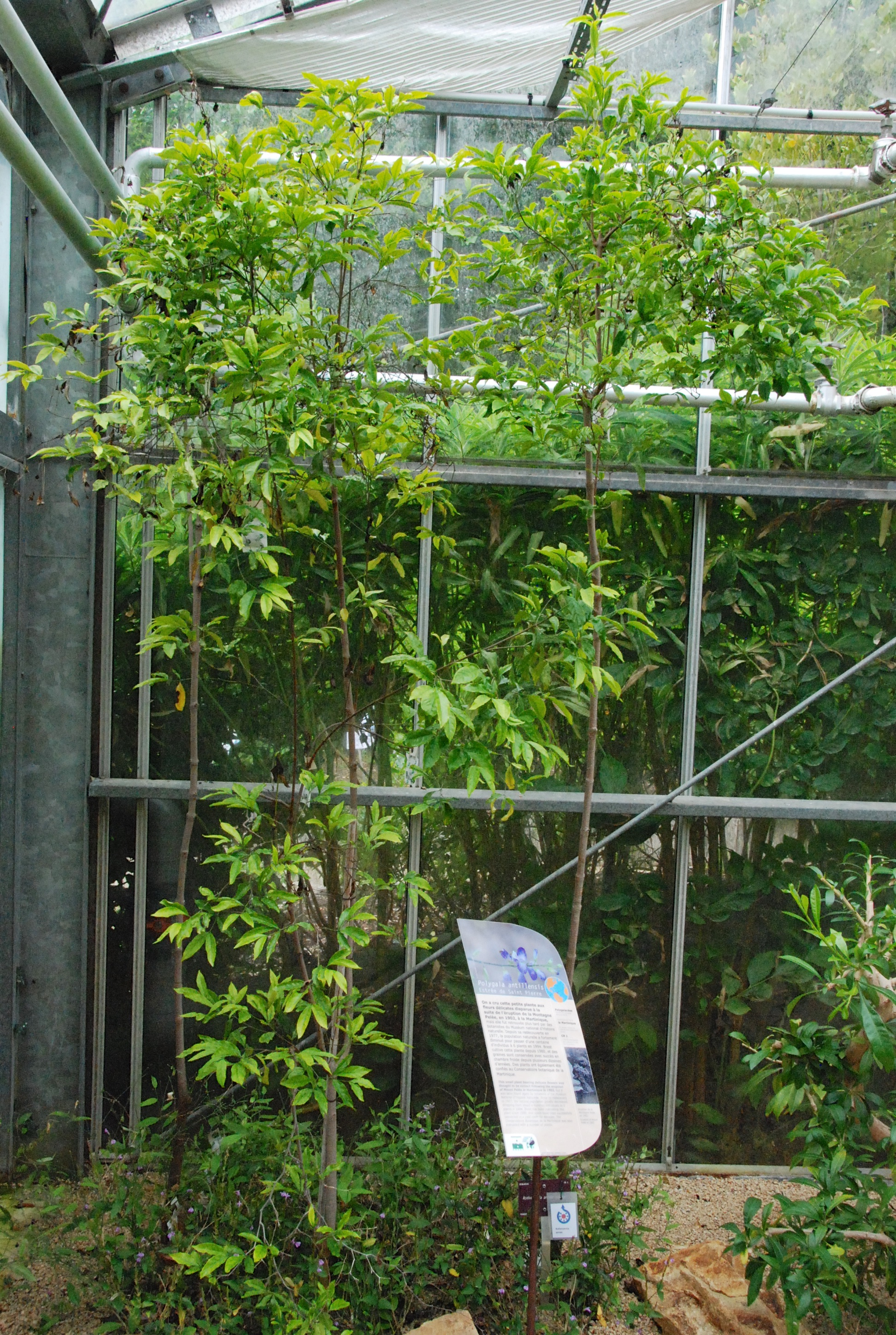
Plant de Rothmannia sous serre.
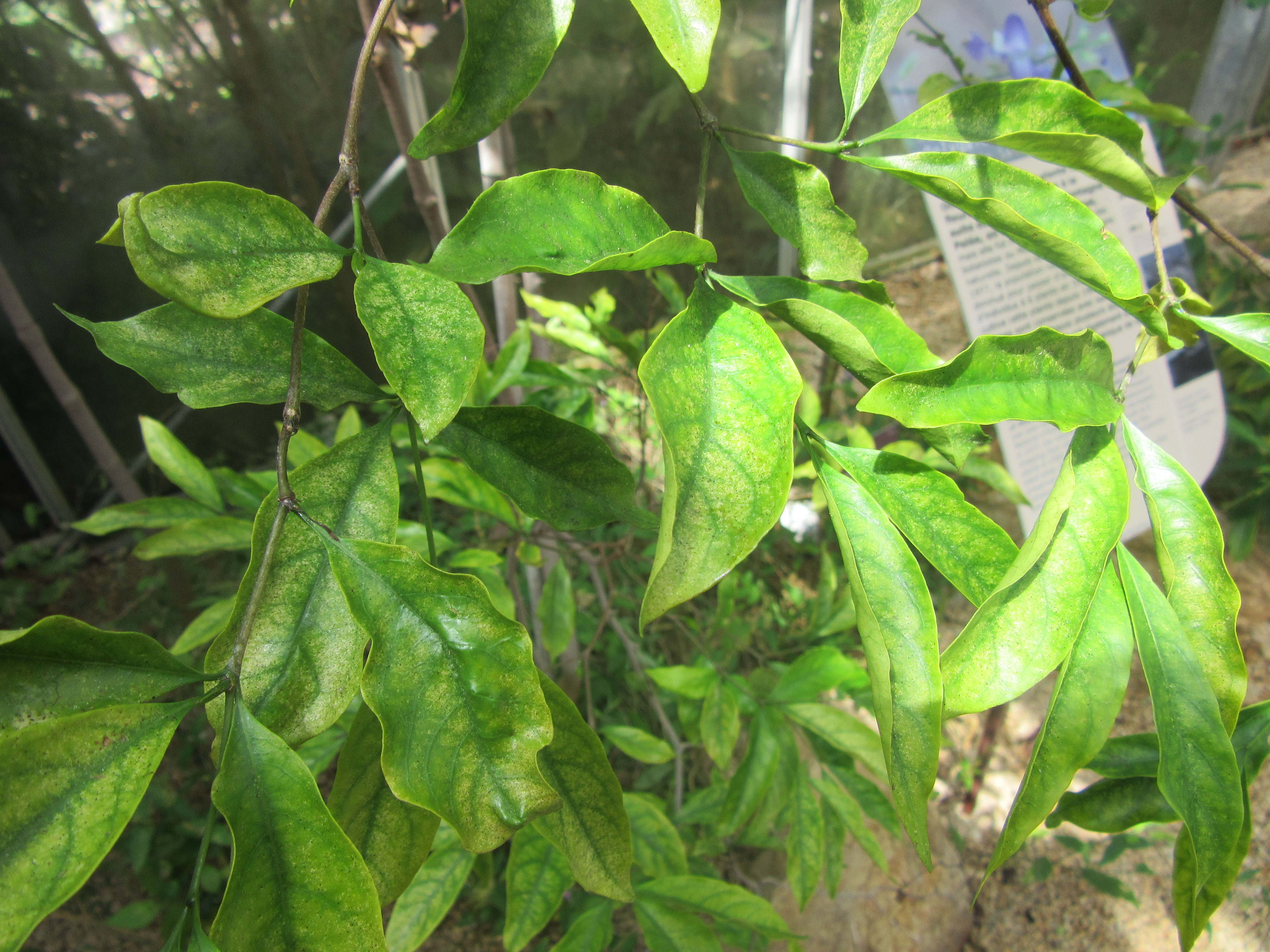
Feuilles.